# Raymond Severn
Raymond Severn (Johannesburg, 19 giugno 1930 – Granada Hills, 3 novembre 1994) è stato un attore statunitense.

## Biografia
Raymond Severn è nato a Johannesburg, figlio del dottor Clifford Brill Severn (1890-1981). e della moglie sudafricana Rachel (nata Malherbe, 1897-1984). I suoi genitori erano emigrarono dal Sudafrica a Los Angeles dopo la sua nascita. Aveva sette fratelli che erano tutti attori bambini: Venetia Severn, Clifford Severn, Yvonne Severn, Ernest Severn, Christopher Severn, William Severn e Winston Severn.
Come i suoi fratelli Cliff e Winston, Raymond Severn ha giocato per la Nazionale di cricket degli Stati Uniti d'America.
Raymond Severn ha interpretato il figlio di Paul Muni nel film del 1939 Non siamo soli. Raymond e i suoi fratelli Ernset e Christopher recitarono tutti nel film del 1943 Joko l'australiano.

## Morte
Morì a Granada Hills nel 1994.

## Filmografia parziale
- Non siamo soli (We Are not Alone), regia di Edmund Goulding (1939)
- Il prigioniero di Amsterdam (Foreign Correspondent), regia di Alfred Hitchcock (1940)
- Il drago riluttante (The Reluctant Dragon), regia di Alfred Werker (1941)
- On the Sunny Side, regia di Harold D. Schuster (1942)
- Sono un disertore (This Above All), regia di Anatole Litvak (1942)
- Un americano a Eton (A Yank at Eton), regia di Norman Taurog (1942)
- Joko l'australiano (The Man from Down Under), regia di Robert Z. Leonard (1943)
- Joe il pilota (A Guy Named Joe), regia di Victor Fleming (1943)
- Il pensionante (The Lodger), regia di John Brahm (1944)
- Un'ora prima dell'alba (The Hour Before the Dawn), regia di Frank Tuttle (1944)
- Quinto non ammazzare! (The Suspect), regia di Robert Siodmak (1944)